# Spoorlijn Benzelrath - Mödrath
De spoorlijn Benzelrath - Mödrath was een Duitse spoorlijn en is als spoorlijn 2607 onder beheer van DB Netze.

## Geschiedenis
Het traject werd door de Bergheimer Kreisbahn geopend op 23 juni 1896. In 1951 is de lijn verlegd naar het noorden in verband met de dagbouw van de bruinkoolgroeve Frechen. Om dezelfde reden werd in 1956 de lijn verlengd naar het nieuwe station Mödrath, lang heeft dit gedeelte geen dienstgedaan, in 1961 werd de volledige spoorlijn gesloten en opgebroken toen ook daar dagbouw werd toegepast.

## Aansluitingen
In de volgende plaatsen was er een aansluiting op de volgende spoorlijnen:
Benzelrath
DB 9604, spoorlijn tussen Köln Niehl Hafen en Benzelrath
Mödrath
DB 2601, spoorlijn tussen Mödrath en Rommerskirchen
DB 2605, spoorlijn tussen Mödrath en Nörvenich
DB 2606, spoorlijn tussen Erftstadt en Mödrath